# Osaka International 2014
Die Osaka International 2014 im Badminton fanden vom 2. bis zum 6. April 2014 in der Präfektur Osaka statt. Austragungsort war das Moriguchi City Gymnasium in der Stadt Moriguchi.

## Medaillengewinner
| Disziplin    | Gold                        | Silber                      | Bronze                           |
| ------------ | --------------------------- | --------------------------- | -------------------------------- |
| Herreneinzel | Ng Ka Long                  | Riichi Takeshita            | Kazumasa Sakai                   |
| Herreneinzel | Ng Ka Long                  | Riichi Takeshita            | Takuto Inoue                     |
| Dameneinzel  | Yui Hashimoto               | Anna Doi                    | Ayumi Mine                       |
| Dameneinzel  | Yui Hashimoto               | Anna Doi                    | Sayaka Sato                      |
| Herrendoppel | Kenta Kazuno Kazushi Yamada | Jun Bong-chan Kim Duk-young | Choi Sol-gyu Kim Dae-eun         |
| Herrendoppel | Kenta Kazuno Kazushi Yamada | Jun Bong-chan Kim Duk-young | Yuya Komatsuzaki Hiroki Takeuchi |
| Damendoppel  | Shizuka Matsuo Mami Naito   | Asumi Kugo Yui Miyauchi     | Ayane Kurihara Naru Shinoya      |
| Damendoppel  | Shizuka Matsuo Mami Naito   | Asumi Kugo Yui Miyauchi     | Komala Dewi Meiliana Jauhari     |
| Mixed        | Muhammad Rizal Vita Marissa | Choi Sol-gyu Chae Yoo-jung  | Fernando Kurniawan Poon Lok Yan  |
| Mixed        | Muhammad Rizal Vita Marissa | Choi Sol-gyu Chae Yoo-jung  | Wong Fai Yin Chow Mei Kuan       |